# Mikołaj Strzeszewski

Pobóg herb Strzeszewskich

Mikołaj Strzeszewski (Mikołaj ze Strzeszewa) herbu Pobóg, (ur. w XV w.) – kasztelan sanocki (1494) i wiślicki (1496–1497). 

Mikołaj ze Strzeszewa w 1497 wymieniany był jako starosta wiślicki na liście Jana Albrechta Króla danym Miastu Lwowskiemu.
Był świadkiem wydania przywileju piotrkowskiego w 1496 roku.